# 砂沙美魔法少女俱樂部
《砂沙美魔法少女俱樂部》（日语：砂沙美☆魔法少女クラブ，又譯砂沙美）是日本電視動畫節目和的漫畫作品，動畫兩期合共26集。

## 概要
第一季在2006年4月13日於WOWOW上播放，而第二季則緊接在第一季播放結束不久後的同年10月5日播放。日本電視台曾協助本動畫的製作，所以本動畫第一、第二季也在同年10月3日於日本電視台順序播放。在動畫版播放之前，同名由M田あきまさ繪畫的漫畫也曾於「月刊Dragon Age」的2006年1月號至2006年5月號連載。漫畫單行本於2006年7月1日由富士見書房發售。
雖然本作用上許多《天地無用!》系列的人物名稱及人設，特別是和《天地無用!》一樣皆以砂沙美為主角，但由於從故事等設定與原作的相異甚大，所以一般都會被當作與《天地無用!》完全不同的作品。《魔法少女砂沙美》(魔法少女プリティサミー，從1996年播放至翌年的作品)一作就已經與本作一樣引用《天地無用!》系列設定，而世界觀與原作有差別；兩者皆引用到「砂沙美」「銀次」「ほのか」等人物名稱。不同的是本作起用的聲優與《天地無用!》和其他衍生作品完全不同，特別是五名魔法少女主角皆起用了兒童演員配音，而本作兩季的片頭曲及片尾曲更由五名兒童演員以Magical Sweets的名義演唱。
在本作的風格方面，雖然世界觀算得上接近主流的魔法少女作品，例如《小魔女Doremi》系列等，但是在下述的一些細節上還是稍微偏向大人向的，此點與《魔法少女奈葉系列》相似。
- 已經有部分魔女與人類共存在同一個世界上。
- 涉及「獵巫」的真實歷史事件。
- 有人被當作祭品以維持魔女世界的和平。
- 蔑視人類的主要一位魔女到最後一刻也沒有改過。

## 故事

### 動畫第一期故事
岩倉砂沙美是會使用魔法的魔法少女，與父親銀次約定好不會使用魔法。有一日，砂沙美邀請了剛剛轉來學校的篠原美紗緒進入料理社，並在追趕魎皇鬼的時候進入了一個異空間。在那裡，美紗緒說出了她之所以不願與人溝通的原因：美紗緒在之前就讀的學校因為使用了魔法而被身邊同學認為她有問題。於是，砂沙美打破與父親的約定，在美紗緒面前使用了她的魔法。
隨著美紗緒的出現，更多使用奇怪魔法的女孩們出現在砂沙美面前，能將自己身體變大的穗積真琴、能操蹤風暴的高峰司、以及能召喚一些奇怪實體文字的美杉杏莉，彼此逐漸變得親密起來。由於在人類世界不方便使用魔法，小塚鷲羽和大門帶她們前往魔女世界，讓她們接觸在魔女世界的兄姊們，有衣斗紀、木島綾音等等。砂沙美更在魔女世界中遇見了謎一般的少年阿彌達弗......

### 動畫第二期故事
在魔女世界中的快樂經歷，令砂沙美她們希望能再次前往魔女世界。有一天，她們不約而同地接到邀請，去到一個地方，遇見了她們在魔女世界曾經遇見到的巫女長。巫女長邀請她們再次來魔女世界，原先她們的家長紛紛表示不願意讓她們「外出活動」，但後來竟接連改變初衷，同意她們前往魔女世界。銀次及鷲羽得知她們去了魔女世界後，以未能向砂沙美她們解釋的原因，命令她們回到人類世界。這令到砂沙美她們十分困惑。就在她們困惑的時候，衣斗紀出現，強迫鷲羽和砂沙美她們要回魔女世界，接受懲罰。鷲羽當然不願意，就在她們戰鬥得激烈的時候，砂沙美再次使用了光之魔法，使得衣斗紀放棄追擊。巫女長在責怪衣斗紀擅自行動的時候，也開始對砂沙美有強大興趣......

## 角色

### 主角
- 岩倉砂沙美(いわくら ささみ)(配音員：小川真奈／台灣配音員：林美秀／香港配音員：周文瑛)

女主角。
生日：9月6日。血型O型。身高144cm。海藍色雙馬尾赤紅的眼睛。是一位小學五年級的女生。
平時擅長使出移動物件的魔法，而危急時能夠使出強力的光之魔法。性格非常開朗且善良，與任何人也合得來，更非常擅長做料理。雖然運動神經不算差勁，可是在各種運動場合上經常都因緊張，而跑得非常慢。喜歡阿彌達弗。
魔法資質良好，卻因在家裏禁止使用魔法，而且心性下也討厭練習傷害性魔法，因此第二季逐漸暴露出魔法能力成長的緩慢。
- 篠原美紗緒(しのはら みさお)(配音員：志村比芽子／台灣配音員：楊凱凱)

另一位女主角，漫畫版的主角。
生日：6月12日。血型A型。身高152cm。靛色微膨長髮靛色的眼瞳。
能夠使出將蟲具現出來的黑暗魔法，能使用黑暗魔法把自己包起來，外表像個毛毛蟲。被加亞拿控制的期間，曾羽化成黑色的蝴蝶。
因為她的魔法而使得她受到周圍同學的冷落，性格因此變得孤僻，與砂沙美們相遇後逐漸變得開朗起來。手指很靈活，在擺設攤位時更即場製造出漂亮的飾物。後與其他三位主角(真琴.杏杏.司)一同使用光之魔法。
在第二季之中，木島綾音多次與她接觸，使得她與砂沙美等人間的關係受到離間，與砂沙美等人產生爭執，跟隨了綾音離開人類世界。隨後被巫女長任命為火紅軌跡少女(アカツキの乙女)。後來更被巫女長引誘前往加亞拿處，使得美紗緒遭加亞拿的邪念操控。最後因加亞拿感覺銀次的來到而擺脫控制，隨後昏倒。
魔法資質同樣良好。因自身魔法的屬性為「闇」（與砂沙美所用的「光」屬性相對）所以魔法的殺傷力、破壞力也是五人中最強的。有時無意間也會傷到別人，但並非本意。
主角們剛到魔女世界時，眾人都直接喝下剛榨完的蕪菁湯，只有美紗緒沒喝(蕪菁之前是活蹦亂跳的)，覺得蕪菁很可憐。其實本質是個善良的女孩。
感覺到幹部們的孤寂，於是請求砂沙美、並與砂沙美等人幫助幹部們開出溫暖的花朵。
喜歡門太。最終得到心上人的注目。
- 穂積真琴(ほづみ まこと)(配音員：波多野桃子／台灣配音員：傅其慧)

生日：3月11日。血型B型。身高137cm。棕色俏短髮灰黑色的眼睛。
個性有點古靈精怪。能使用重力魔法，將自己身體變大或縮小。非常在意自己的身高，很介意自己矮小的身型，經常喝牛奶以求長高。也因為這樣，使得她經常要去廁所，後來還將廁所其中一格據為己有。經常吐砂沙美等人的糟，與她們不時發生衝突。
- 高峰司(たかみね つかさ)(配音員：川上早春／台灣配音員：馮嘉德)

生日：5月4日。血型A型。身高157cm。粉色短髮碧綠的眼睛。
能使用風的魔法，是一位美少女。雖然出身於父母家庭，但因家裡有錢，被當作千金小姐般照顧。雖然平常給人沈默的印象，但有時會用時代劇口吻說話，而且開口的時機也常常不準確。喜歡玩電子遊戲。由於憧憬能使用魔法但已過世的母親，所以平常不介意使出魔法，因此在5人中她的魔法最好。
- 美杉杏莉(みすぎ あんり)(配音員：船山真凛／台灣配音員：雷碧文／香港配音員：龍德瓊)

生日：11月1日。血型AB型。身高140cm。草綠雙馬尾紫色的眼睛。
比其他4人高出一個年級的學生。能使用言靈魔法，將寫在筆記本上的文字變成巨大的實體。受學校的男生們歡迎，經常被他們跟隨。性格傲嬌、高飛車，對其他人的態度高傲，但對外表冷酷的高峰司非常愛戀，稱她為(，香港版為「高峰司小姐」)。其實杏莉雖然出生在大家族但生活並不富裕，更由於一家住在平房的關係，連自室也沒有，所以她從小就懂得處理家務。此外，她也以獎學生為目標努力學習。

### 家人與朋友
- 小塚鷲羽(こづか わしゅう)(配音員：平松晶子／台灣配音員：馮嘉德)

料理社(魔法少女社)的老師。
過去曾經厭倦人類世界，迷路進入魔女世界而參加「說話部」(語り部)。但她沒有學會魔法，只能指導砂沙美等五人使用魔法。雖然平時行為不檢，但骨子裡非常關心魔法少女們，且危急時往往能冷靜作出判斷。
- 大門()(配音員：鈴木正和／台灣配音員：黃天佑)

工友、與鷲羽同樣出身「說話部」，也和鷲羽一樣不會魔法。
性格大方，對身為部下的鷲羽態度溫和。砂沙美、美紗緒入學前就已經與她們親近，即使在魔法少女俱樂部監督時也以「～さん」來友善稱呼兩人。
- 岩倉銀次(いわくら ぎんじ)(配音員：濱田賢二／台灣配音員：黃天佑)

砂沙美的爸爸。小說家，大門是其作品的支持者。對使用魔法表示不贊成，禁止砂沙美使用魔法。
曾經是「說話部」的成員，是鷲羽的前輩。對於憧憬神奇力量的少女抱有相當的關心。亦曾被委派監督「大缸」(加亞拿)，期間他學會小小魔法(因為靠近大缸，所以魔力覺醒)。
他是第一個看穿巫女長陰謀的人，在砂沙美們逗留在魔女世界時，勸服她們回到人類世界。他令到砂沙美們認清巫女長的真面目，最後成功阻止巫女長破壞人類世界的陰謀，使人類世界恢復平靜。
- 岩倉ほのか(いわくら ほのか)(配音員：淺野琉璃／台灣配音員：雷碧文)

砂沙美的媽媽。和丈夫一樣反對砂沙美使用魔法。
在第二季受巫女長的催眠魔法控制，批准了砂沙美前往魔女世界的請求。隨後大門到來岩倉家向她詢問砂沙美去向，大門發覺她的神情古怪，於是用特殊卡牌抵消催眠效果，從而得知砂沙美去了魔女世界。
- 魎皇鬼(りょうおうき)(配音員：小暮英麻)

奇異的生物。有變身能力(像河豚一樣變大)，變身時能把魔法少女社內通往魔女世界的關門撞破。
- 美星()(配音員：冰青／台灣配音員：楊凱凱)

砂沙美班(5年2組)的班主任。個性非常冒失。
- 殿部()(配音員：川田紳司)

司班(5年1組)的班主任。個性熱血且顧念學生，但其怪異性格讓學生感到不自在。
因從待橫老師處得知真琴的成績低劣，而對不見活動實績的魔法少女俱樂部持惡劣評價，對鷲羽顧問進行料理試驗。雖然鷲羽的表現使他失望，卻因組員對將要辭任的鷲羽的悲傷挽留而對俱樂部另眼相看。此後反而尊敬顧問起來，有事都會找她到保健室商討。似乎對鷲羽有好感。
- 特橫()(配音員：高森奈緒)

真琴班(5年3組)的新任班主任。常有被害妄想，且不時哭泣。對頑皮的真琴感到不知所措。
- 南方淺海(みなかた あさみ)(配音員：吉田真弓)

目擊砂沙美等人在公園使用魔法而想求師學習魔法的少女。五人當中她最喜歡真峰司。
雙親已故，與祖父同居。因對父母的思念，喜好一本講述能使死者蘇生(雖是作為殭屍)的魔女的書本。出入常常拿著父母遺留的兔子毛玩偶。
- 司的父親(配音員：最上嗣生)

高峰 司的父親。外表看來嚴格，但由於妻子早故，對女兒非常溺愛，到過度保護的地步。
職業不明，但收入似乎不錯，足以負擔高級私家車載女兒上學放學，坐擁豪宅，聘請保姆並養有三頭杜賓犬看門。
- 猿田門太(さるた としひこ)(配音員：西墻由香／台灣配音員：傅其慧)

砂沙美的同學。喜歡篠原美紗緒，初期喜歡砂沙美。砂沙美稱他為「悶蛋」(原作為)。本身害怕魔法，但與主角們接觸後，漸漸地習慣魔法。
動畫第一季第十二話中知道了砂沙美跟美紗緒是魔法少女，並在第二季開頭知道全部五人都是魔法少女。在第二季第四話，衣斗紀對砂沙美等人進行圍困時，他與砂沙美等人共同進退。
嚴格來說，是間接造成美紗緒投靠魔女世界的主因。
- 松原梢(まつばら こずえ)(配音員：柳愛美／台灣配音員：雷碧文)

砂沙美的朋友。較難相處但內心和善。
- 宮澤千晶(みやざわ ちあき)(配音員：松崎夏希／台灣配音員：馮嘉德)

砂沙美的朋友，配戴眼鏡。言行稍顯成熟。

### 魔女世界
- 衣斗紀(いとき)(配音員：門脇舞以／台灣配音員：楊凱凱)

鷲羽的朋友。是個魔女，能使用水魔法。喜歡大門，經常都黏在他身邊，甚至令大門看到其目光都會感到有怪異感覺。第二季第四話中，她不經巫女長的命令，擅自來到人類世界捉拿鷲羽，使用水魔法使砂沙美等人陷入苦戰。事件過後開始懷疑巫女長的行徑，得知巫女長的想法後對其背叛。
- 阿彌達弗(アミターヴ)(配音員：齋賀觀月／台灣配音員：馮嘉德)

砂沙美在魔女世界遇到的少年。砂沙美稱他為阿爾(アミちゃん)。對砂沙美有好感。
其真實身份為加亞拿在銀次面前顯現的「夢」。在動畫第二季的尾段，阿爾與加亞拿融合，使其邪念完全消失，回復本來純潔的心靈並陷入沉睡。最終話的最後一幕，似乎有要醒來的跡象(眼皮眨動)。
- 加亞拿(ケウラ)(配音員：齋賀觀月／台灣配音員：馮嘉德)

阿爾的真身。從前為一名天真無邪的少年，但魔女們以加亞拿為「大缸(大釜)」，將自己的邪念打進其內，將他困在地下，希望以他純潔的心靈封鎖著邪念。本來受人冷落的他，為岩倉銀次所注意，與他一起談話，使得加亞拿心底裏喜歡銀次。
由於身體注滿魔女的邪念，性格十分之殘忍。第二季尾段被巫女長引導到人類世界，釋放了可怕的魔法力量，在主角們同心協力下仍不能敗之。
- 巫女長(みこちょう)(配音員：小林希唯)

魔女世界的巫女長。
她背負著幹部的使命，要「消滅污穢的人類世界」。但其後砂沙美們與幹部接觸溝通，其意念被打消，於是她獨自解放加亞拿的邪念，並引領他到人類世界進行破壞，來達成幹部原本的目的。
- 木島綾音(きのしま あやね)(配音員：小林優)

砂沙美們在魔女世界遇到的魔法少女組「光輝組」(きらめき組)組長。外貌中性，性格冷靜而且穩重。擅使將手上物件自在地改變並且操控的魔法。對美紗緒而言她是憧憬的對象，因此她為對美紗緒友善照顧。
對巫女長非常崇敬。曾為攀上魔法少女的頂端「火紅軌跡少女」，在魔法少女對打中留下過69戰不敗的紀錄，但最後在劍術兼魔法對決中意外敗給美紗緒。在第二季後期數次與砂沙美等人為敵，後來因見識到砂沙美以外四人一起使出的光之魔法而放棄對敵。最後她和她的組員回到人類世界，展開了校園生活。
- 梅津園子(うめづ そのこ)(配音員：加藤英美里)

「光輝組」成員、赤色雙馬尾少女。擅長使用言靈魔法，能力上壓倒美杉杏莉。
- 田崎ちな子(たざき ちなこ)(配音員：仙台惠理)

「光輝組」成員，配戴眼鏡的少女。擅長使用貓型的射擊魔法。在人類世界裏飼有一只名為「太桃」(フトモモ)的貓。
- 森 詠美(もり えいみ)(配音員：大澤千秋)

「光輝組」成員。擅使重力魔法，將自身或對象變大或變小。
- 相川悠里(あいかわ ゆうり)(配音員：椿理沙)

「光輝組」成員。擅使風魔法。
- 幹部

總共由4人組成，以石像形態存在於魔女世界的一座神殿之中，差遺巫女長尋找方法替他們破除石封形態回復生命。

## 第一期

### 播放時段
- 日本
  - WOWOW - 2006年4月13日 - 7月14日 (ノンスクランブル)
  - 日本電視台 - 2006年10月3日 - 12月12日
  - Animax - 2007年1月12日 - 2007年4月6日
- 台灣
  - 卡通頻道

2007年4月26
週一至五首播19:30  
重播2008年2月25日 - 2008年3月12日
- 香港
  - 香港有線電視兒童台 - 2007年1月6日 - 2007年2月17日

### 標題
| 集數 | 標題(中文翻譯)          | 標題(日文原文)           |
| ---- | ----------------------- | ------------------------ |
| 01   | 砂沙美與美紗緒          | 砂沙美と美紗緒           |
| 02   | 向星星許願              | 星に願いを…              |
| 03   | 第一次的第一名          | はじめての一番           |
| 04   | 恐怖的杏杏手冊          | 恐怖のアンアン手帳       |
| 05   | 穿過隧道之後            | トンネルぬけたら         |
| 06   | 星空之舞                | 星空ダンス               |
| 07   | 夜空信箋                | 夜空の手紙               |
| 08   | 好朋友戒指              | なかよしの指輪           |
| 09   | 鷲羽老師再見            | さよなら鷲羽先生         |
| 10   | 魔法少女的徒弟          | 魔法少女の弟子           |
| 11   | 大家一起來              | みんな一緒               |
| 12   | 魔法少女大會 狀況百出篇 | 魔法少女大会・ざわざわ編 |
| 13   | 魔法少女大會 閃閃動人篇 | 魔法少女大会・きらきら編 |

### 主題曲
- 片頭曲：『Sweet MAGIC』

作詞、作曲：高井ウララ，編曲：酒井ミキオ，演唱：Magical Sweets
- 片尾曲：『キラキラデイズ』

作詞：大貫麻里子，作曲：Naoya Akimoto,Tsutomu Yamasaki，編曲：秋元直也，演唱：Magical Sweets

### 製作群
- 原作：AIC、BeSTACK
- 企画：大澤雅彦(日本テレビ)、大島満 (VAP) 、積惟文(ビースタック)、三浦亨 (AIC)
- 監督：高本宣弘
- 系列構成：岡田麿里
- 人物設計/総作画監督：原将治(スタジオ・ライブ)
- 美術監督：春日礼児
- 色彩設計：友野亜紀子
- 合成的導演：中島秀剛
- 3D導演：井口光隆
- 音樂：多田彰文
- 音樂製作：バップ、日本テレビ音楽
- 音樂協助製作：イマジン、スペースクラフトプロデュース
- 音樂製片人：積惟文
- 音響監督：小林克良(トリニティサウンド)
- 音響製作：トリニティサウンド
- 音響効果：三井友和(サウンドボックス)
- 錄音調整：野口あきら
- 錄音工作室：ブーメランスタジオ
- キャスティングマネージャー：渡部栄一(賢プロダクション)
- 宣傳：岸川夕子(日本テレビ)、谷本奈津美 (VAP) 、峰海彦
- 助手製片人：野地玲子
- 製片人：中谷敏夫(日本テレビ)、植田泰生 (VAP)
- 動畫製片人：松嵜義之
- 動畫製作：AICスピリッツ
- 動畫協助製作：ビースタック ほか
- 製作：砂沙美製作委員会(日本テレビ、D.N.ドリームパートナーズ、VAP)

## 第二期

### 播放時段
- 日本
  - WOWOW - 2006年10月5日 - 2007年1月11日(ノンスクランブル)
  - 日本電視台 - 2006年12月19日 - 2007年3月27日
  - Animax - 2007年10月23日 -
- 台灣
  - 卡通頻道 - 2008年3月13日 - 2008年3月31日
- 香港
  - 香港有線電視兒童台 - 2007年2月17日 - 2007年3月31日

### 標題
| 集數 | 標題(中文翻譯)   | 標題(日文原文)   |
| ---- | ---------------- | ---------------- |
| 01   | 被選中的少女     | 選ばれし少女達   |
| 02   | 魔女的大缸       | 魔女の大釜       |
| 03   | 初戀的人         | 初恋の人         |
| 04   | 夏日的尾聲       | 夏のおわりに     |
| 05   | 心事重重         | 想いを重ねて     |
| 06   | 魔女的邀約       | 魔女の誘い       |
| 07   | 黎明的處女       | アカツキの乙女   |
| 08   | 重逢，然後       | 再会、そして     |
| 09   | 心，被黑暗蒙蔽   | 心、闇にそめて   |
| 10   | 天明之後         | 夜が明けたら     |
| 11   | 由微笑而生的花朵 | ほほえみに咲く花 |
| 12   | 溫暖的夢         | あたたかな夢     |
| 13   | 阿爾之歌         | アミちゃんの歌   |

### 主題曲
- 片頭曲：『Sweet MAGIC』

作詞、作曲：高井ウララ，編曲：酒井ミキオ，演唱：Magical Sweets
- 片尾曲：『夕焼けのソリチュード』

作詞：高井ウララ，作曲：Naoya Akimoto, Tsutomu Yamasaki，編曲：秋元直也，演唱：Magical Sweets

### 製作群
- 原作：AIC、BeSTACK
- 企画：大澤雅彦(日本テレビ)、大島満 (VAP) 、積惟文(ビースタック)、三浦亨 (AIC)
- 監督：高本宣弘
- 系列構成：岡田麿里
- 人物設計/総作画監督：原将治(スタジオ・ライブ)
- 美術監督：春日礼児
- 色彩設計：友野亜紀子
- 合成的導演：中島秀剛
- 3D導演：井口光隆
- 音樂：多田彰文
- 音樂製作：バップ、日本テレビ音楽
- 音樂協助製作：イマジン、スペースクラフトプロデュース
- 音樂製片人：積惟文
- 音響監督：小林克良(トリニティサウンド)
- 音響制作：トリニティサウンド
- 音響効果：三井友和(サウンドボックス)
- 錄音音調整：野口あきら
- 錄音工作室：ブーメランスタジオ
- 聲優經理人：渡部栄一(賢プロダクション)
- 宣傳：岸川夕子(日本テレビ)、谷本奈津美 (VAP) 、峰海彦
- 助手製片人：野地玲子
- 製片人：中谷敏夫(日本テレビ)、植田泰生 (VAP)
- 動畫製片人：松嵜義之
- 動畫製作：AICスピリッツ
- 動畫協助製作：ビースタック等
- 製作：砂沙美製作委員会(日本テレビ、D.N.ドリームパートナーズ、VAP)

## 外部連結
- VAP - 砂沙美☆魔法少女クラブ （页面存档备份，存于）（日語）
- WOWOW -砂沙美☆魔法少女クラブ（日語）